# Lena Nilsson
Lena Nilsson (født 4. januar 1962 i Stockholm ) er en svensk skuespillerinde. Nilsson har bl.a. medvirket i PS Sista sommaren, Magnetisørens femte vinter, Krama mig og Videomannen, som hun modtog Guldbagge-prisen for bedste kvindelige birolle for. Hun har derudover medvirket i flere tv-serier, såsom Kaspar i Nudådalen, Glöm inte mamma! og Morden i Sandhamn .
Nilsson er mor til den nu afdøde rapper Einár (2002-2021).